# Jews of Egypt
Jews of Egypt (en árabe: عن يهود مصر‎) es un documental egipcio producido por Haitham Al-Khamissi y dirigido por Amir Ramses, también está coescrita e investigada por Mostafa Youssef. Documentó la historia del pueblo judío en Egipto. Alastair Beach de The Independent dijo que la película fue "[considerada] como la primera película de este tipo en ser lanzada en estreno general".

## Contenido
La película cubre la participación judía en los negocios y artes egipcios en la primera mitad del siglo XX. Luego menciona la fundación de Israel en 1948, la Revolución egipcia de 1952 y la Crisis de Suez en 1956. Debido a la crisis, los judíos de Egipto fueron forzados al exilio. 
Las personas que dan testimonios en la película incluyen a judíos egipcios exiliados, la mayoría de los cuales vivían en París; Mohamed Abu El-Ghar, autor de Judíos de Egipto: de la prosperidad a la diáspora; un miembro de la Hermandad Musulmana que había participado en un ataque de tiendas judías en Egipto en 1947; y Essam Fawzi, un sociólogo.

## Producción
El director Amir Ramses dijo que había considerado hacer la película durante varios años. Ramses y el productor Haitham Al-Khamissi auto financiaron la película, creyendo que contar con un patrocinador, ya sea árabe o no, obstaculizaría la neutralidad de la película. 
Ramses hizo un viaje de seis meses para prepararse para hacer la película. Comenzó a realizar investigaciones a fines de 2008. La investigación consistió en localizar y entrevistar a judíos dentro de Egipto, construir un "esqueleto histórico" y luego obtener medios impresos, videos y otro material de archivo. El rodaje de películas comenzó en 2009. La revolución egipcia de 2011 provocó la suspensión del trabajo en la película. Mientras tanto, el director y su grupo hicieron un viaje a Marruecos. El trabajo en la película se realizó por un año adicional hasta la finalización de septiembre de 2012. 

## Lanzamiento
Su estreno ocurrió en octubre de 2012 durante el Panorama del cine europeo. Amir Ramses dijo que el estreno tuvo lugar en un "contexto descaradamente intelectual". Se proyectó en el Festival de la Cámara Árabe de invierno 2012 del hemisferio norte en Róterdam y en el Festival Internacional de Cine de Palm Springs en enero de 2013. 
En la primera semana de marzo de 2013, se proyectó en los cines de El Cairo. El miércoles 13 de marzo de 2013, el productor Haitham El-Khameesy dijo que los funcionarios de la Oficina de Censura no emitieron un permiso para el lanzamiento de su película en los cines egipcios y que solicitaron verla antes de permitir su proyección. Reuters dijo que la fuente de seguridad les dijo que el permiso había sido otorgado y que no había impedido su revisión. La proyección de cine egipcio de la película fue finalmente programada para el 27 de marzo de 2013. 

## Recepción
En 2013, Sara Elkamel del Al Ahram Weekly dijo "Hasta ahora, la película ha sido atacada esporádicamente en la prensa, principalmente en forma de acusaciones de 'normalización con Israel', pero el cineasta no ha recibido amenazas de muerte o ataques directos". 
Después de que el gobierno egipcio canceló la proyección de la película, Khaled Diab, un bloguero, periodista y escritor egipcio-belga, produjo un artículo de opinión en Haaretz en el que argumentó que "esto daña el rechazo contra el fuerte sentimiento antijudío en el país, aunque nos recuerda a los egipcios una era pasada de diversidad y tolerancia". Ada Aharoni, editora de "La edad de oro de los judíos de Egipto", dijo: "Esta película afirmaba que los judíos estaban bien en Egipto y se fueron solo a Estados Unidos y Francia, no a Israel, y aun así fue prohibida".